# Marcelino Ramos
Marcelino Ramos est une municipalité du Nord-Ouest de l'État du Rio Grande do Sul faisant partie de la microrégion d'Erechim et située à 415 km au nord-ouest de Porto Alegre, capitale de l'État. Elle se situe à une latitude de 27° 27′ 42″ sud et à une longitude de 51° 54′ 23″ ouest, à une altitude de 510 mètres. Sa population était estimée à 5 372, pour une superficie de 230 km2. On y accède par les RS-126, RS-491 et RS-331. Elle est séparée de l'État de Santa Catarina par le rio Pelotas.
Jusqu'à 1893, la zone sur laquelle se situe la municipalité de Marcelino Ramos était inexplorée, couverte d'étendues de végétation vierge et juste habitée par les Amérindiens Coroados. Ce territoire appartenait à l'époque à la municipalité de Passo Fundo et, durant la Révolution fédéraliste de 1893, quelques familles se réfugièrent là et donnèrent naissance à un noyau de population.
Historiquement, le développement de la commune est associé à la construction et la mise en service de la voie ferrée Rio Grande - São Paulo qui, pendant longtemps, était l'unique axe de communication entre l'État du Rio Grande do Sul et le reste du pays par le pont sur le Rio Pelotas, inauguré 1913. Tous les voyageurs qui arrivaient dans l'État voyaient Marcelino Ramos comme le premier village gaúcho. La voie ferrée a été responsable du considérable accroissement démographique, du renforcement du commerce local, du développement des industries, du processus d'urbanisation et du notable investissement dans l'éducation. La somme de ces divers facteurs favorisa le processus d'émancipation de Passo Fundo qui résulta en 1944. L'endroit était appelé à l'époque "Alto Uruguai".
Une crue violente obligea le déplacement du village vers le site de son Centre actuel, peu après son inauguration. Le nom de l'endroit est un hommage rendu à un des constructeurs du chemin de fer.
Les habitants sont descendants de immigrants italien, allemands, polonais et portugais.
L'activité économique est développée autour du tourisme rural et des sources thermales. La petite agriculture est prédominante et crée aussi son activité touristique.

## Villes voisines
- Piratuba (Santa Catarina)
- Maximiliano de Almeida
- Viadutos
- Severiano de Almeida

## Note
1. ↑  IBGE
2. ↑  Qui concerne le Rio Grande do Sul.